# Giuseppe De Grazia
Giuseppe De Grazia (Albano di Lucania, 13 marzo 1931) è un politico italiano.

## Biografia
Candidato alla Camera dei deputati a Torino con il Partito Socialista Democratico Italiano nel 1963 risulta il primo dei non eletti, ma diventa deputato il 20 gennaio 1965 subentrando a Giuseppe Saragat, da poco eletto Presidente della Repubblica.
Aderisce al gruppo misto, non condividendo la fusione del PSDI con il PSI e preferendo invece salvaguardare l'identità socialdemocratica. Alle successive elezioni politiche del 1968 presenta una sua lista chiamata Socialdemocrazia che ottiene lo 0,32% alla Camera e lo 0,13% al Senato, non riuscendo a eleggere alcun parlamentare.